# Juan de Barroeta
Juan de Barroeta y Anguisolea (n. 10 octombrie 1835, Bilbao, Comunitatea Autonomă a Țării Basce, Spania – d. 10 aprilie 1906, Bilbao, Comunitatea Autonomă a Țării Basce, Spania) a fost un pictor spaniol de ascendență bască, fiind mai cunoscut pentru portretele sale.

## Biografie
S-a născut în Bilbao . Tatăl său a fost pictor decorativ și i-a dat primele lecții. În 1850, s-a mutat la Madrid pentru a se înscrie la Real Academia de Bellas Artes de San Fernando, unde a studiat cu Federico de Madrazo, care a avut o mare influență asupra stilului său. Pe când era acolo, el s-a asociat cu un grup de poeți și scriitori și i-a ajutat să lanseze un jurnal numit El Precursor. În 1856, a participat la prima Expoziție Națională de Arte Plastice, câștigând locul trei pentru versiunea sa a Învierii lui Lazăr.
În 1855, a încercat să câștige o bursă la Academia spaniolă de Arte Frumoase din Roma, dar nu a avut succes. După un al doilea efort eșuat în 1859, s-a întors la Bilbao, unde s-a impus rapid ca un portretist popular; câștigând comenzi din partea mai multor membri de seamă ai comunității basce.
În 1865, a pictat „portrete imaginare” ale regilor vizigoți Leovigildo⁠(d) și Chindasvinto⁠(d) pentru o istorie a regilor Spaniei. De asemenea, a oferit ilustrații pentru mai multe periodice, inclusiv La Ilustración Española y Americana⁠(d), realizând și afișe și decorațiuni pentru producțiile operelor Faust și Roberto Devereux.
A fost activ în politica liberală și a luptat pentru a-și apăra orașul natal în asediul orașului Bilbao, în timpul celui de-al treilea război carlist . De asemenea, a pictat numeroase scene de luptă din război. În 1875, a fost de acord să picteze un portret al regelui Alfonso al XII-lea în numele „Diputación Foral de Vizcaya". A murit la Bilbao, la vârsta de 70 de ani.
Remarcabil pentru stilul său realist, multe dintre lucrările sale au o calitate fotografică. Cele mai multe dintre cele aproximativ 270 de portrete ale sale se află în colecții private, dar multe dintre celelalte lucrări ale sale pot fi văzute în Muzeul de Arte Frumoase din Bilbao.

## Picturi alese

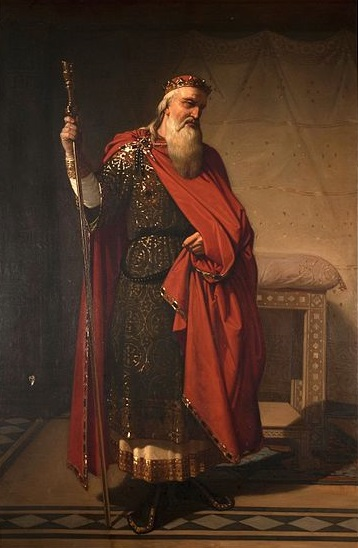
Portretul lui Chindasvinto
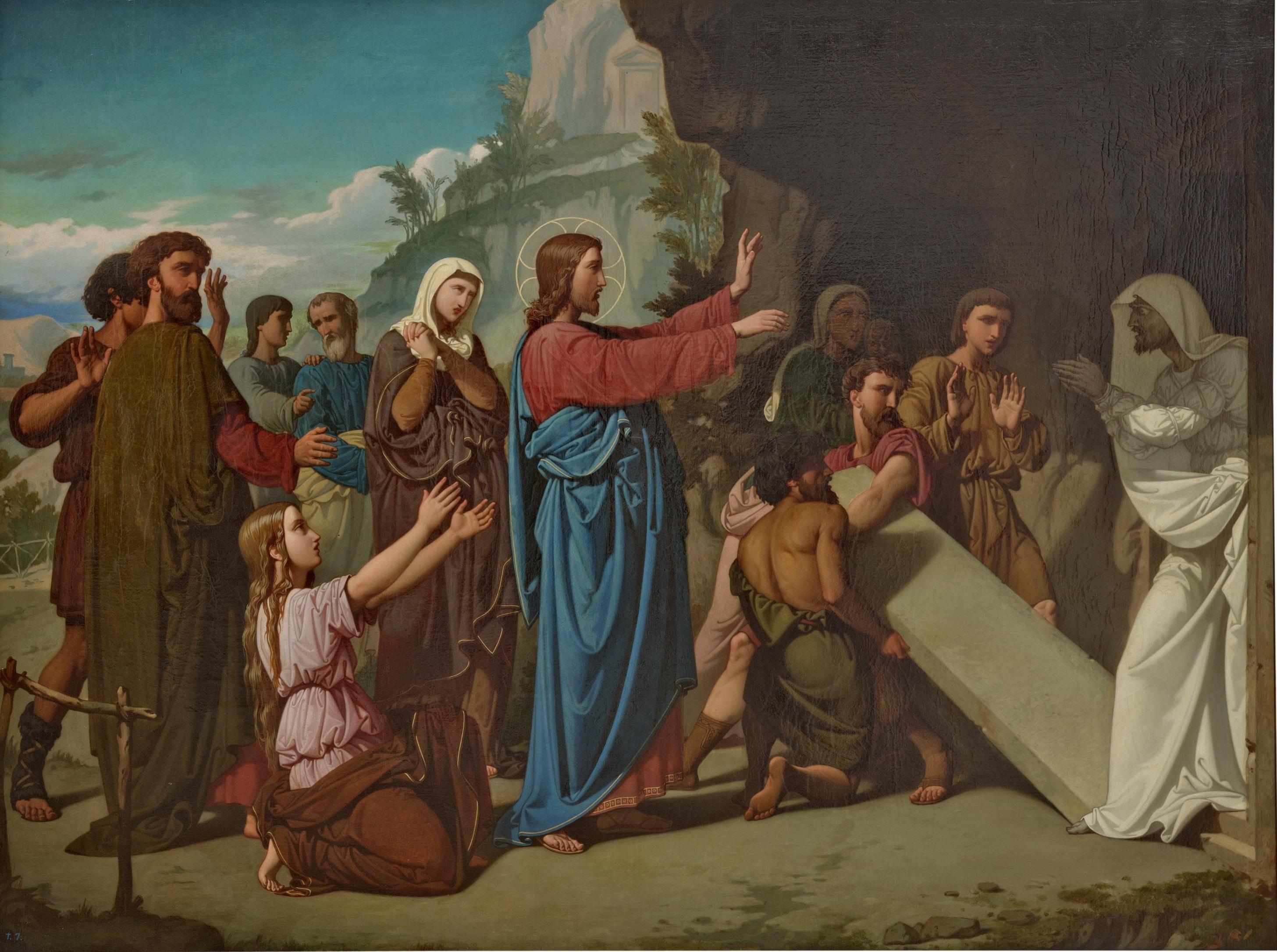
Învierea lui Lazăr
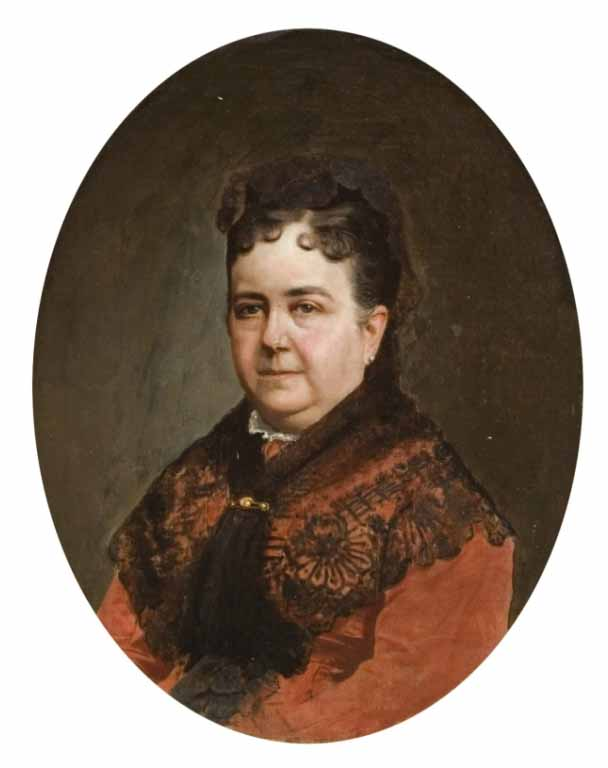
Portretul doamnei Lorenza San Gil
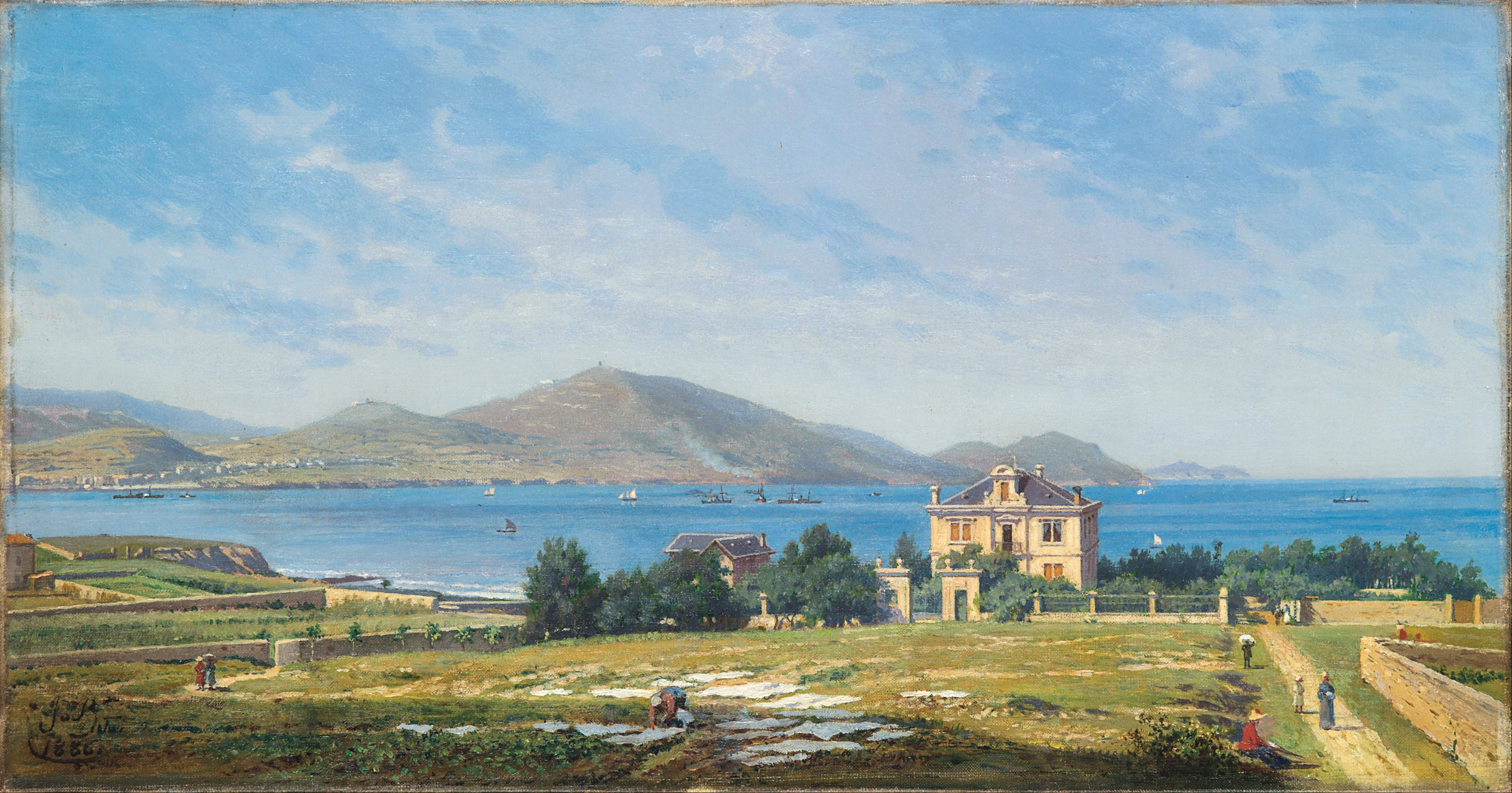
Vedere la El Abra⁠(d)